# Jumpin' in the Night
Albums de The Flamin' Groovies
Now
(1978)
Jumpin' in the Night, sorti en 1979, est le septième album du groupe de rock américain The Flamin' Groovies.

## Titres
1. Jumpin' in the Night (Cyril Jordan, Chris Wilson) - 3:25
2. Next One Crying (Cyril Jordan, Chris Wilson) - 2:36
3. First Plane Home (Cyril Jordan, Chris Wilson) - 3:50
4. In the U.S.A. (Cyril Jordan, Chris Wilson) - 3:20
5. Down, Down, Down (Burton) - 2:49
6. Yes I Am (Cyril Jordan, Chris Wilson) - 2:35
7. Werewolves of London (Warren Zevon) - 3:37
8. It Won't Be Wrong (Roger McGuinn, Harvey Gerst) - 1:58
9. Please Please Me (John Lennon, Paul McCartney) - 2:00
10. Tell Me Again (Cyril Jordan, Chris Wilson) - 2:01
11. Absolutely Sweet Marie (Bob Dylan) - 3:16
12. 5D (Fifth Dimension) (Roger McGuinn) - 2:41
13. Lady Friend (David Crosby) - 2:32